# 小泉秀吉
小泉 秀吉（こいずみ ひできち、1879年（明治12年）9月21日 - 1959年（昭和34年）2月11日）は、日本の船員、労働運動家、政治家。参議院議員（1期）。

## 経歴
茨城県久慈郡馬場村（後の誉田村大字馬場、現在の常陸太田市馬場町）で、鋳物業・小泉長介、とみ夫妻の六男として生まれた。太田尋常小学校、太田町立太田高等小学校を経て、1893年4月、茨城県尋常中学校に入学。1896年3月、中学第3学年を修了後退学し、同年7月、官立商船学校（現在の東京海洋大学海洋工学部）航海科に入学。1902年1月、同校を卒業した。
大阪商船の貸費生であったので、卒業後直ちに同社に入社し監督課技士となる。1903年夏過ぎ、大阪商船を退職し、同年9月、三井物産船舶部に入社して阿蘇山丸に二等運転士として配属された。日露戦争に際し乗船の阿蘇山丸が御用船として徴用され、兵站物資輸送に従事した。1906年1月、船長免状を取得し、同年12月、富士山丸の船長に就任。その後、高雄山丸回航委員長、同船長、金華山丸船長を務め、1917年10月、船長を退任し、同年11月、船舶部勤務（陸上勤務）となる。その後、社船監督付、社船掛付、社船掛主任、兼船舶部長代理を務めた。1931年、長兄の借金清算に退職金を充当するため依願退職を申し出て、同年11月に退職し船舶部嘱託となった。
1934年6月、社団法人海員協会会長に就任。赤字財政の立て直し、役員選挙制度の改正、船員共済部の設置などを行い、協会内の内紛の解消に尽力した。1937年6月、ジュネーヴで開催の第23回国際労働総会に労働者代表として出席し、同年9月、海員協会会長を辞任した。1943年1月、三井船舶が設立され同嘱託となる。太平洋戦争により海上輸送力の低下が深刻となり、政府が木造船建造緊急方策要綱を決定し、三井船舶に対して木造船会社の設立を命じたため、東北地方に工場を配置した三井木造船建造 (株) を設立し、1944年1月、小泉が社長に就任し、同年6月、三井船舶嘱託解任、同年12月、三井船舶取締役となり、戦後、1945年10月に三井木造船建造社長を、同12月、三井船舶取締役をそれぞれ辞任した。
1945年10月、全日本海員組合が結成され初代組合長に就任。1946年9月、海員組合拡大全国評議員会でストライキ反対の主張を貫いたが、同月10日にストライキが実施され、その収拾に当り同月20日にストライキが解除された。その後、組合内の内紛解決に尽力し、1947年5月、組合長を辞任した。
1947年4月、第1回参議院議員通常選挙に全国区から日本社会党所属で出馬して当選し、参議院議員に1期在任した。この間、海技専門学院奨学財団理事、海上保安協会評議員、参議院運輸委員長などを務めた。
1953年5月、宇徳運輸代表取締役社長に就任。その他、運輸省港湾計画会議委員、日本海難防止会理事、海上保安審議会委員、海運造船振興協議会会長、海上航行安全審議会委員長、港湾審議会委員、日本海難防止協会会長などを務めた。
1959年2月11日死去、79歳。死没日をもって勲三等旭日中綬章追贈（勲六等からの昇叙）、従六位から従四位に叙される。

### 生活協同組合での活動
小泉と妻ハツセは賀川豊彦に共鳴し、1921年に設立された神戸購買組合（現在の生活協同組合コープこうべの前身の一つ）に加入した。ハツセは購買組合の活動に積極的に参加した。1926年4月、御影に転居し灘購買組合（現在の生活協同組合コープこうべの前身の一つ）に加入。1935年2月、小泉は灘購買組合の理事に就任。戦時体制が強化され組合活動の困難さが増す中で、1939年12月、灘購買組合組合長に就任した。神戸消費組合と協力を進め、1941年4月、兵庫県市街地購買組合連合会が結成され会長に就任。その後、消費組合を代表して、兵庫県米穀配給組合副理事長、兵庫県食糧営団常務理事を務め、1943年2月、灘購買組合組合長を、同年10月、兵庫県市街地購買組合連合会会長をそれぞれ辞任した。1945年11月、神戸消費組合組合長に就任し、戦後の組織の再建と発展に尽力し、神戸生活協同組合に改称後も組合長を務め、1950年5月に組合長を辞任した。

### キリスト教徒としての歩み
内村鑑三が発行した『聖書之研究』を創刊号から購読した。妻ハツセと結婚後、神戸市熊内の熊内教会に通い、長谷川敞牧師から洗礼を受けた。戦後、1949年、東京都世田谷区玉川用賀町（現在の玉川台）に設立された日本基督教団用賀教会に加わり、長老として奉仕を行い、教会堂建築に際して多額の献金を行った。

## 親族
- 後妻 小泉ハツセ - 奈良女子高等師範学校教員[44]・神戸市教育委員[45]
- 長男 小泉磐夫 - 東京大学教授[46]
- 二男 小泉達人 - 用賀教会牧師[47]
- 三女 小泉和 - フェリス女学院大学教員[48]
- 四女 小泉喜代美 - ニューヨーク州立大学教員[48]
- 義兄 立沢剛 - 第一高等学校教授、妻ハツセの兄。[46]